# Synallactes aenigma
Synallactes aenigma is een zeekomkommer uit de familie Synallactidae.
De wetenschappelijke naam van de soort werd in 1894 gepubliceerd door Hubert Ludwig.